# 錢允治
錢允治（1541年—？），名府，字允治，又字功甫，南直隶苏州府长洲县（今江苏省苏州市）人，明朝文學家。

## 生平
好收藏，求书“如饥似渴”。錢曾《讀書敏求記》載：“功甫老屋三間，藏書充棟。白曰檢書，必秉燭，緣梯上下。所藏多人間罕見之本。”晚景凄凉，“无子，其遗书皆散去”。其藏书多被钱谦益购得。

## 家族
父錢穀，明代畫家。

## 評價
- 《列朝詩傳》称：“年八十余，隆冬病疡，映日钞书，薄暮不止。功甫殁，无子，其遗书皆散去。自是吴中文献无可访问，先辈读书种子绝矣。”